# Bivongi

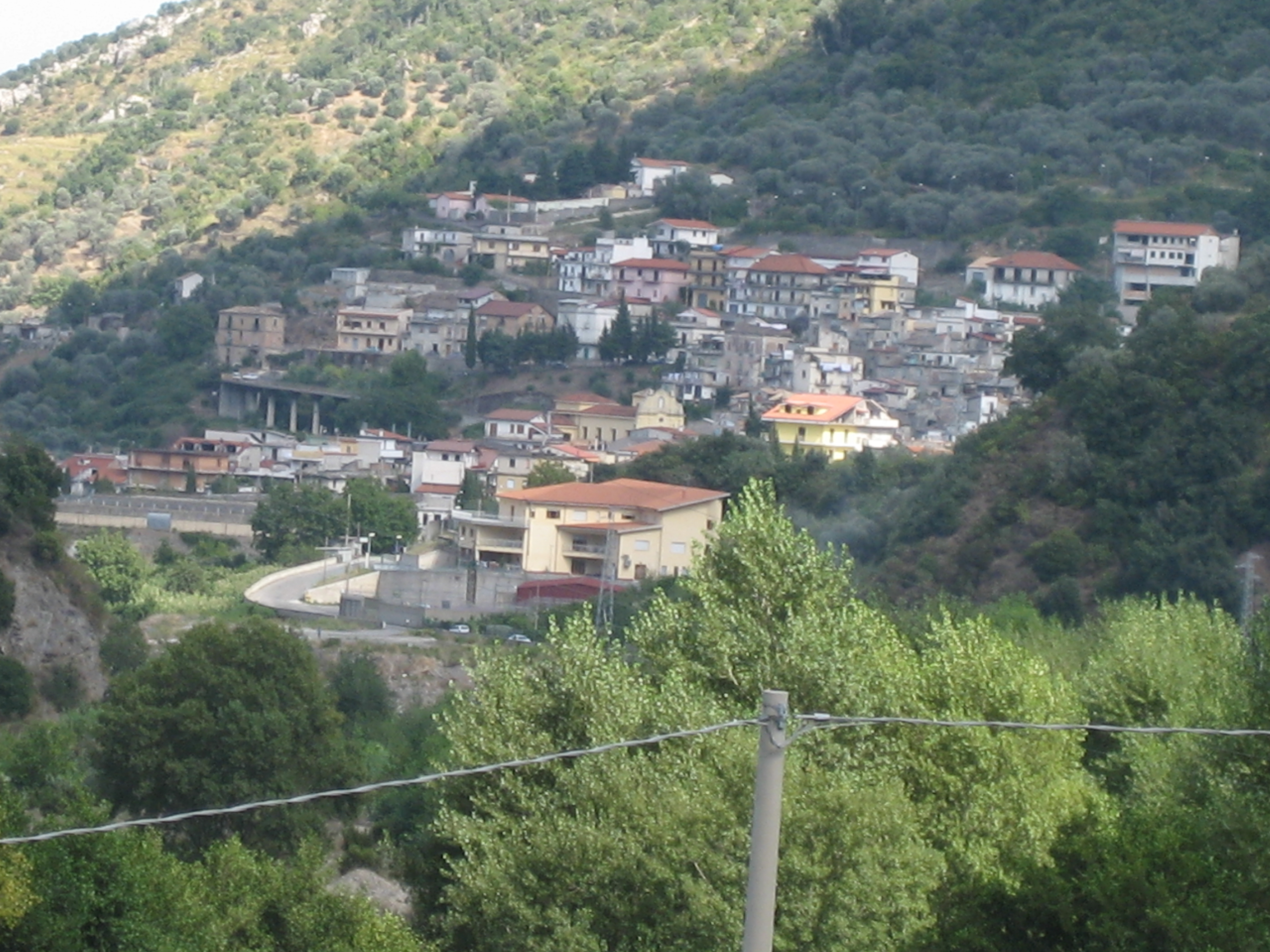
Panorama

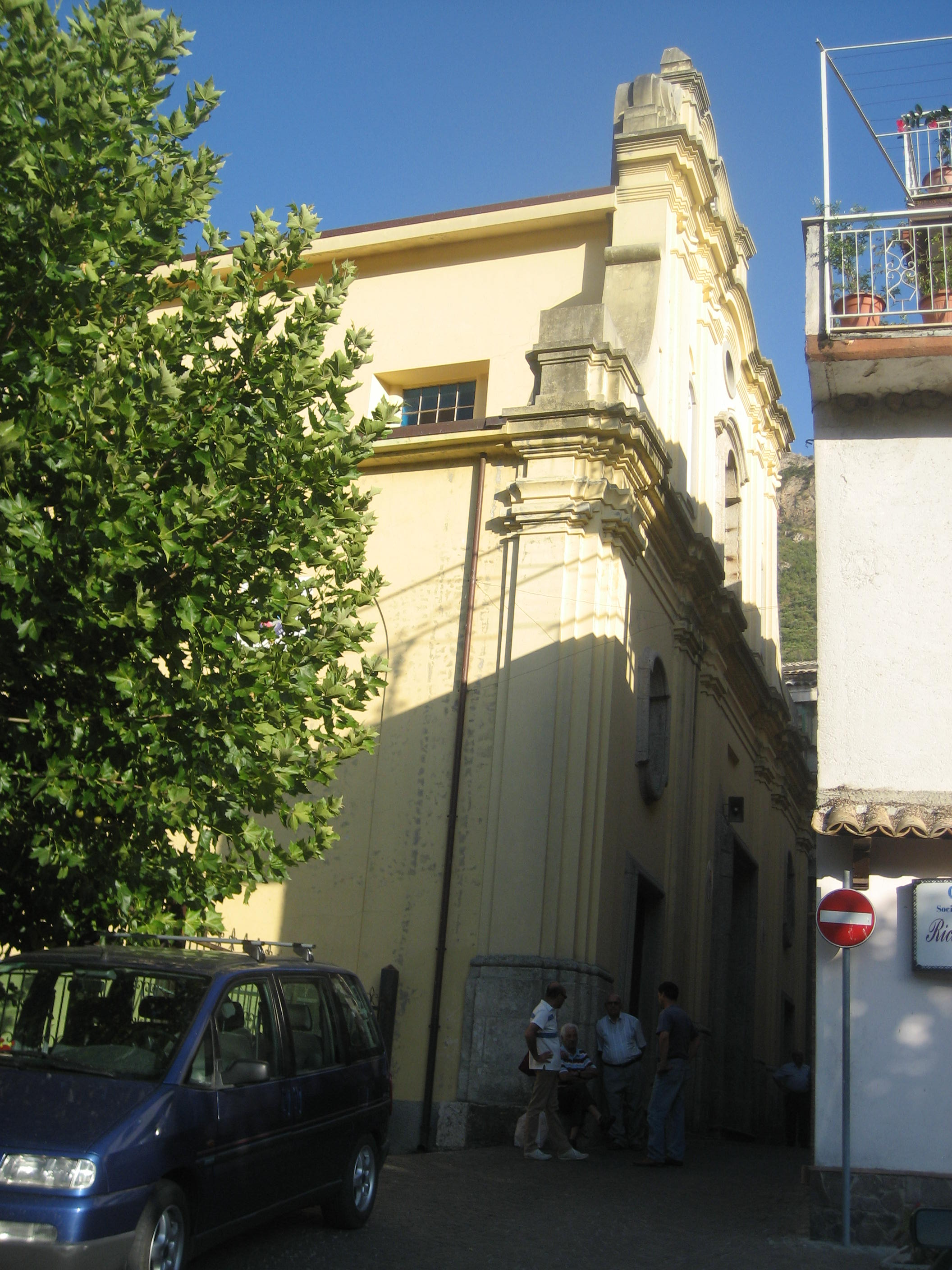
Pfarrkirche Bivongi

Bivongi ist eine italienische Stadt in der Metropolitanstadt Reggio Calabria in Kalabrien mit 1166 Einwohnern (Stand 31. Dezember 2023).

## Lage und Daten
Bivongi liegt 149 km nordöstlich von Reggio Calabria an der südlichen Seite der Serre am Fluss Stilaro. Die Nachbargemeinden sind Guardavalle (CZ), Pazzano und Stilo.

## Weinbau
Mit der Bezeichnung Bivongi DOC werden Weiß-, Rosé- und Rotweine (auch mit den Prädikaten „Riserva“ und Novello) produziert. Die Weine besitzen seit 1996 eine „kontrollierte Herkunftsbezeichnung“ (Denominazione di origine controllata – DOC), die zuletzt am 7. März 2014 aktualisiert wurde.
- Die Rot- und Roséweine werden aus 30–50 % Gaglioppo und/oder Greco nero (einzeln oder gemeinsam), 30–50 % Nocera, Calabrese und/oder Castiglione (einzeln oder gemeinsam) sowie höchstens 15 % weißen Rebsorten hergestellt, die für den Anbau in der Region Kalabrien zugelassen sind.
- Die Weißweine werden aus 30–50 % Greco bianco, Guardavalle und/oder Montonico bianco, 30–50 % Malvasia bianca und/oder Ansonica sowie höchstens 30 % anderen weiße Rebsorten produziert, die für den Anbau in der Region Kalabrien zugelassen sind.[2]

## Sehenswürdigkeiten
In der Pfarrkirche befinden sich eine Statue aus dem 18. Jahrhundert und Silbergegenstände.